# Hart Open
Hart Open – damski turniej tenisowy rozgrywany w Zawadzie na kortach twardych w hali klubu Centrum tenisowe Zawada. Impreza zaliczana jest do cyklu ITF. Pula nagród wynosi 25 000 dolarów amerykańskich.

## Mecze finałowe

### gra pojedyncza
| Rok  | Mistrzyni              | Finalistka               | Wynik            |
| 2017 | Deborah Chiesa         | Katarzyna Piter          | 6:2, 4:6, 6:4    |
| 2016 | Quirine Lemoine        | Laura Schaeder           | 3:6, 6:4, 7:5    |
| 2015 | Ivana Jorović          | Mihaela Buzărnescu       | 6:2, 6:2         |
| 2014 | Océane Dodin           | Jeļena Ostapenko         | 7:5, 6:4         |
| 2013 | Kateřina Siniaková     | Nina Zander              | 6:1, 6:3         |
| 2012 | Karolína Plíšková      | Ana Vrljić               | 6:3, 6:2         |
| 2011 | Ana Vrljić             | Paula Kania              | 6:3, 2:6, 7:6(4) |
| 2010 | Sandra Záhlavová       | Magda Linette            | 5:7, 7:6(4), 6:4 |
| 2009 | Sandra Záhlavová       | Ana Jovanović            | 6:0, 6:2         |
| 2008 | Arantxa Rus            | Ana Vrljić               | 4:6, 7:5, 6:3    |
| 2007 | Oksana Lubcowa         | Olha Sawczuk             | 2:6, 6:4, 6:4    |
| 2006 | Julija Bejhelzimer     | Ana Vrljić               | 6:2, 6:0         |
| 2005 | Oksana Lubcowa         | Joanna Sakowicz-Kostecka | 6:1, 3:6, 6:1    |
| 2004 | Angelique Kerber       | Ołena Tatarkowa          | 6:2, 6:2         |
| 2003 | Tacciana Uwarowa       | Marta Domachowska        | 6:4, 3:6, 6:4    |
| 2002 | Wolha Barabanszczykawa | Anna Bastrikova          | 2:6, 6:3, 6:3    |
| 2001 | Iveta Melzer           | Eva Fislová              | 6:1, 6:3         |

### gra podwójna
| Rok  | Mistrzynie                            | Finalistki                                | Wynik             |
| 2017 | Tena Lukas Kateřina Vaňková           | Weronika Jasmina Foryś Nika Szytkaskaja   | 6:4, 3:6, 10–4    |
| 2016 | Justyna Jegiołka Diāna Marcinkēviča   | Iłona Kremień Wiera Łapko                 | 6:4 7:5           |
| 2015 | Mihaela Buzărnescu Justyna Jegiołka   | Kim Grajdek Jekatierina Jaszyna           | 6:2, 6:3          |
| 2014 | Anhelina Kalinina Anna Shkudun        | Gabriela Chmelinová Karolína Muchová      | 6:0, 7:6(3)       |
| 2013 | Nikola Fraňková Tereza Smitková       | Justyna Jegiołka Diāna Marcinkēviča       | 6:1, 2:6, 10–8    |
| 2012 | Karolína Plíšková Kristýna Plíšková   | Kristina Barrois Sandra Klemenschits      | 6:3, 6:1          |
| 2011 | Naomi Broady Kristina Mladenovic      | Paula Kania Magda Linette                 | 7:6(5), 6:4       |
| 2010 | Oksana Kalasznikowa Palina Piechawa   | Paula Kania Magda Linette                 | 6:3, 6:4          |
| 2009 | Ana Jovanović Justine Ozga            | Ludmyła Kiczenok Nadija Kiczenok          | 6:4, 6:4          |
| 2008 | Karolina Kosińska Aleksandra Rosolska | Katarzyna Piter Arantxa Rus               | 2:6, 7:6(6), 10–7 |
| 2007 | Olga Brózda Weronika Kapszaj          | Lucie Kriegsmannová Darina Sedenkova      | 7:5, 6:3          |
| 2006 | Nikola Fraňková Andrea Hlaváčková     | Olga Brózda Natalia Kołat                 | 7:5, 6:0          |
| 2005 | Timea Bacsinszky Nadieżda Ostrowska   | Lucie Hradecká Gabriela Navrátilová       | 6:4, 7:6(5)       |
| 2004 | Lucie Hradecká Eva Hrdinová           | Kaciaryna Dziehalewicz Nadieżda Ostrowska | 7:5, 6:3          |
| 2003 | Olga Vymetálková Gabriela Navrátilová | Zuzana Hejdová Hana Šromová               | 6:4, 6:3          |
| 2002 | Eva Martincová Magdalena Zděnovcová   | Olga Vymetálková Gabriela Navrátilová     | 7:5, 7:6(5)       |
| 2001 | Magdalena Kucerova Lydia Steinbach    | Hana Šromová Milena Nekvapilová           | 6:3, 6:2          |